# Grauleib-Flechtenbärchen

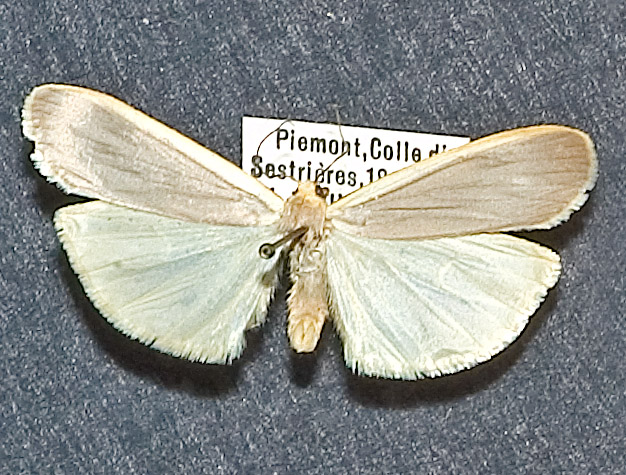
Präparat

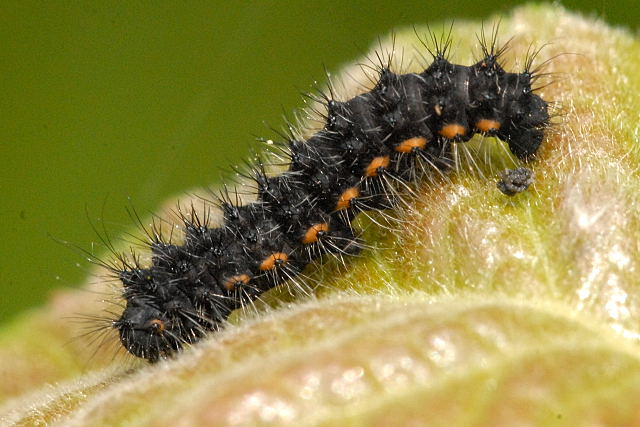
Raupe des Grauleib-Flechtenbärchens

Das Grauleib-Flechtenbärchen oder der Laubholz-Flechtenbär (Eilema lurideola) ist ein Schmetterling (Nachtfalter) aus der Unterfamilie der Bärenspinner (Arctiinae).

## Merkmale
Die Falter erreichen eine Flügelspannweite von 35 Millimetern. Sie haben graue Vorderflügel, die einen gelben Rand haben, der zur Flügelspitze schmäler wird. Das grauen Abdomen ist nur am äußersten Ende ockergelb gefärbt – bei E. complana ist das letzte Drittel gelb. Die Hinterflügel sind blassgelb gefärbt. In ihrer Ruheposition sind die Flügel etwas eingerollt.

### Ähnliche Arten
- Bleigraues Flechtenbärchen (Eilema griseola)
- Nadelwald-Flechtenbärchen (Eilema depressa)
- Ähnliches Flechtenbärchen (Eilema pseudocomplana)
- Weißgraues Flechtenbärchen (Eilema caniola)
- Ockergelbes Flechtenbärchen (Eilema palliatella)
- Gelbleib-Flechtenbärchen (Eilema complana)

## Vorkommen
Sie kommen in fast ganz Europa und Asien bis nach Japan vor. Sie leben in warmen, lichten Laubwäldern, buschigen Heidegebieten und auf verheideten Trockenrasen sowohl in der Ebene als auch in Mittelgebirgslagen. Sie fliegen von Juni bis August.

## Lebensweise
Die nachtaktiven Falter findet man tagsüber auf Heidekraut oder Thymian sitzend. Die Raupen sitzen auf flechtenüberzogenen Steinen oder Baumstämmen, wo sie Stein-, Baum- und Stockflechten fressen. Sie überwintern und verpuppen sich in einem Gespinst zwischen Flechten oder Baumrinde.